# Skandi
Skandi: križaljkaški tjednik je bila hrvatska zagonetačka revija iz Bjelovara. Prvi broj izašao je 1990. godine. Nastavljao je list Deset skandi križaljaka. Izlazio je tjedno do 1998. godine. Izdavač je bilo Zagonetačko društvo Čvor. Glavni urednik bio je Stjepan Horvat.